# Liam Payne
Liam James Payne (n. 29 august 1993, Wolverhampton, Anglia, Regatul Unit – d. 16 octombrie 2024, Palermo, Buenos Aires, Argentina) a fost un cântăreț și compozitor englez. Payne și-a început cariera artistică în 2010 ca membru al formației anglo-irlandeze de băieți One Direction. Trupa a fost formată de producătorul Simon Cowell în cadrul celui de-al șaptelea sezon al emisiunii X Factor, ajungând să fie una dintre cele mai de succes acte muzicale ale tuturor timpurilor.
După despărțirea neoficială a One Direction în 2016, Payne a semnat un contract cu casa americană de discuri Republic Records. În mai 2017, Payne a lansat single-ul Strip That Down ca melodie principală a albumului său de debut, LP1. Cântecul atingea a zecea poziție în Billboard Hot 100.

## Copilărie

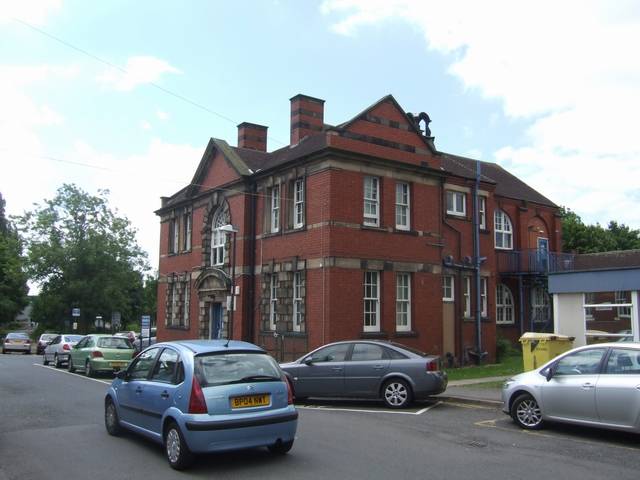
Spitalul New Cross, Heath Town

Liam James Payne s-a născut la spitalul New Cross Hospital, în districtul Heath Town al orașului Wolverhampton din Anglia. Era fiul lui Karen Payne, asistentă medicală, și a lui Geoff Payne, instalator. Avea două surori mai mari, Nicola și Ruth Payne. Payne s-a născut cu trei săptămâni înainte de termen, fapt care l-ar fi făcut un copil bolnăvicios. Până la patru ani, Payne a fost deseori examinat, iar doctorii au observat că are unul dintre rinichi traumatizat și disfuncțional. Ca să remedieze problema, primea șaisprezece injecții în mână, în fiecare dimineață și seară.
Ca elev, Liam a fost intens conectat cu sporturile, în special cu alergarea cros. Pentru a-și începe cariera de atlet, Payne se înscrie în clubul sportiv Wolverhampton and Bilston.
Ca să facă față bullying-ului cu care se confrunta la școală, Payne s-a apucat de box la vârsta de 12 ani.

## Carieră

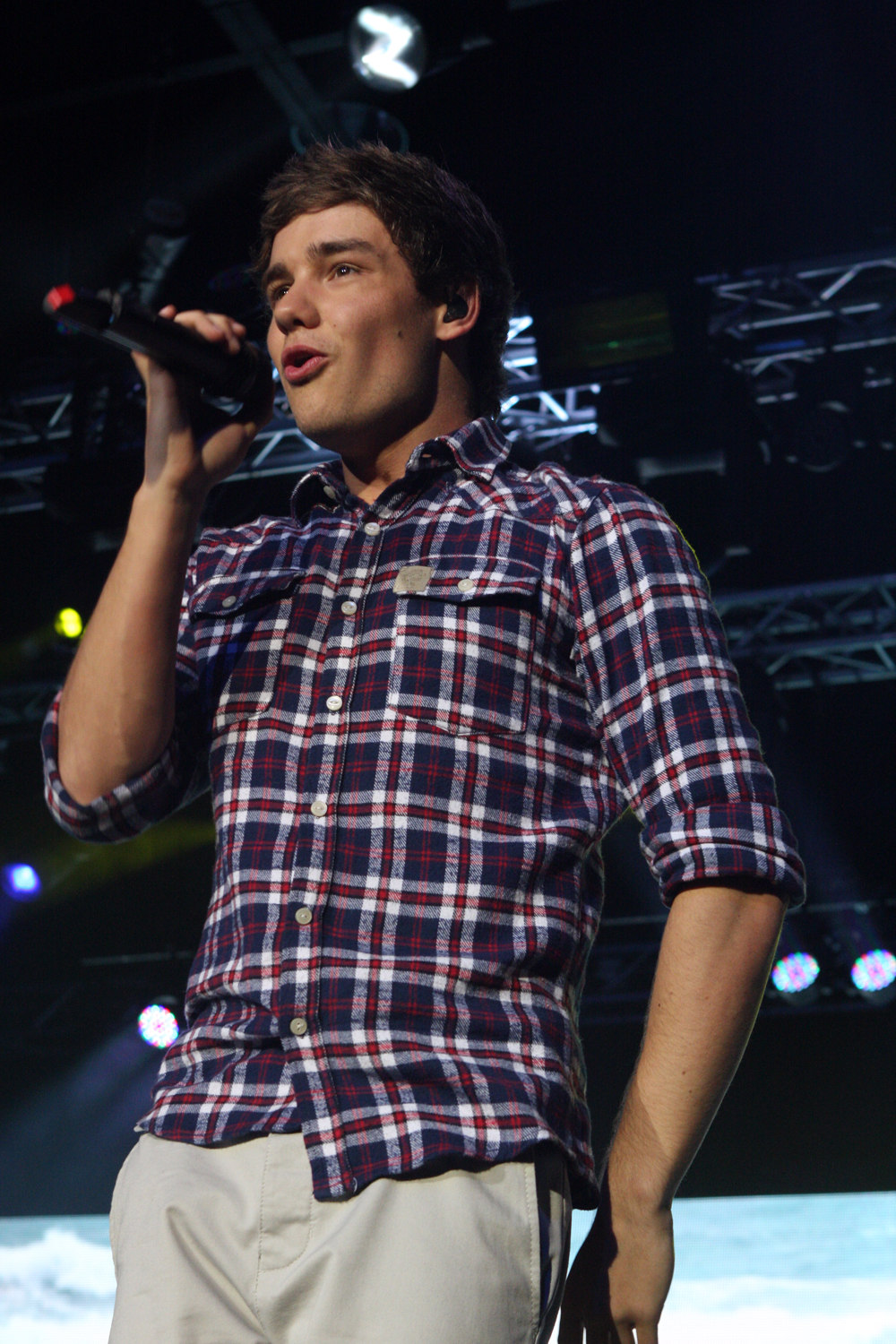
Liam Payne ca membru al One Direction, 2012

Payne a participat pentru prima dată la audițiile X-Factor în 2008, la doar 14 ani, în fața juraților Simon Cowell, Cheryl Cole, Dannii Minogue și Louis Walsh. Payne a trecut de prima rundă cântând melodia Fly Me to the Moon a lui Frank Sinatra. A fost eliminat de Cowell la stadiul audițiilor din casa producătorului, care îl încurajează să se „întoarcă în doi ani”.
Payne s-a reîntors la audițiile X-Factor în 2010, pentru al zecelea sezon al concursului, jurizat de Cowell, Cole, Walsh și Natalie Imbruglia. A cântat versiunea lui Michael Bublé a melodiei Cry Me a River. Payne a trecut mai departe cu patru de da și de aplauze în picioare din partea lui Cowell. Deși era considerat un potențial câștigător al sezonului după audiția inițială, Payne n-a reușit să se califice în etapa din casa juraților. La sugestia lui Nicole Scherzinger, acesta a fost introdus în grupul format din Harry Styles, Niall Horan, Louis Tomlinson și Zayn Malik, iar cei cinci s-au calificat mai departe în categoria Grupuri. Formația de băieți devine rapid populară în Regatul Unit, sfârșind pe locul trei în concurs.
După X-Factor, One Direction semnează cu casa de discuri deținută de Simon Cowell, Syco Entertainment. Single-ul lor de debut, What Makes You Beautiful, a fost lansat în septembrie 2011. A fost un succes internațional, atingând prima poziție în clasamentele mai multor țări. Albumul lor de debut, Up All Night, a fost lansat în Irlanda și UK în luna noiembrie a acelui an. Albumul a fost lansat în Statele Unite în martie 2012 și a devenit primul material discografic de debut al unui grup britanic care să ajungă pe locul unu în top.
În 2012, One Direction lansează al doilea lor album de studio, Take Me Home. Cântecul Live While We're Young a fost ales ca single principal al albumului. În 2013, trupa își promovează albumul prin turneul Take Me Home Tour, susținând 123 de concerte în America de Nord, Asia, Oceania și Europa. Succesul formației continuă odată cu lansarea celui de-al treilea album, Midnight Memories, în noiembrie 2013.
În noiembrie 2014, al patrulea album al grupului, Four, a fost lansat. Va fi ultimul proiect One Direction la care se alătură Zayn Malik. Al patrulea turneu al grupului, On the Road Again Tour, începe în februarie 2015, vânzând aproximativ 3,2 milioane bilete în întreaga lume. În noiembrie 2015, al cincilea album One Direction, Made in the A.M., a fost lansat. Piesele Drag Me Down și Perfect au debutat pe locul unu în mai multe țări. Urmând lansarea albumului, One Direction s-au despărțit pentru o perioadă nedefinită.
Liam Payne este cunoscut ca unul dintre scriitorii principali ai One Direction, fiind creditat cu compunerea a peste jumătate din piesele de pe al treilea și al patrulea album al grupului.
Ca artist solo, Payne a colaborat cu artiști precum  Juicy J, DJ Mustard și Miguel. În august 2014, Payne creează Hampton Music Limited, o companie editorială sub numele căreia vor apărea proiectele sale viitoare. În 2016, Payne semnează un contract de înregistrare cu Republic Records. Single-ul său de debut ca artist solo, Strip That Down, a fost lansat pe 19 mai 2017. Cântecul ajunge pe locul 10 în Billboard Hot 100. A urmat lansarea primului său album, LP1, pe 6 decembrie 2019. În mai 2019, Payne devine primul ambasador global al casei de modă germane Hugo Boss.

## Stil muzical
Liam Payne a fost un cântăreț de muzică pop și R&B ce a explorat și genuri precum electro.
Payne i-a citat pe Chris Brown, Justin Timberlake, Pharrell Williams și Usher ca influențele sale principale în muzică.

## Viață personală
Între 2010 și 2012, Payne s-a întâlnit cu dansatoarea de la X-Factor, Danielle Peazer. Între 2013 și 2015, Payne a avut o relație cu prietena sa din copilărie, Sophia Smith. În 2016, Payne a început să se întâlnească cu cântăreața britanică Cheryl Cole. Cei doi au împreună un fiu (n. 22 martie 2017). S-au despărțit în 2018.
La începutul anului 2019, Payne s-a întâlnit cu modelul Naomi Campbell.
Payne a început să se întâlnească cu modelul Maya Henry în 2019, și cei doi și-au anunțat logodna în august 2020.
Payne era un susținător al echipei de fotbal West Bromwich Albion FC.

## Moartea
Pe 16 octombrie 2024, Payne a murit după ce a căzut de la un balcon de la etajul al treilea al hotelului CasaSur din cartierul Palermo din Buenos Aires, Argentina, la vârsta de 31. Poliția a fost chemată la hotel în urma unui apel de urgență din partea managerului hotelului, care a raportat „un bărbat agresiv care ar putea fi sub efectul drogurilor și alcoolului”. Managerul a indicat în apel că „atunci când este conștient, distruge întreaga cameră, și avem nevoie să trimiteți pe cineva”, menționând că viața bărbatului era în pericol din cauza faptului că respectiva cameră avea un balcon. Payne a căzut de la balcon la scurt timp după sosirea serviciilor de urgență. Decesul său a fost confirmat la ora 17:11, ora Argentinei. Echipa medicală de urgență care a ajuns la hotel a raportat o „fractură craniană și leziuni extrem de grave” care au dus la moartea imediată a lui Payne.
Familia lui Payne a lansat o declarație la scurt timp după moartea sa, afirmând că au inima frântă și că Payne va trăi veșnic în inimile lor, și cerând intimitate. Colegii de trupă One Direction ai lui Payne, Horan, Malik, Styles și Tomlinson, au lansat o declarație comună prin își exprimă durerea, cerând timp pentru a putea vorbi mai amănunțit despre moartea sa. În plus, fiecare dintre cei patru a publicat propriile declarații de omagiu pentru Payne. Mama lui Styles, Anne Twist, i-a adus, de asemenea, omagiu lui Payne printr-o postare pe Instagram.

## Discografie

### Albume de studio

#### Albume One Direction
- Up All Night (2011)
- Take Me Home (2012)
- Midnight Memories (2013)
- Four (2014)
- Made in the A.M. (2015)

#### Albume solo
- LP1 (2019)

### EP
- First Time (2018)

## Filmografie
| An   | Titlu                           | Rol       | Note                                                                          |
| ---- | ------------------------------- | --------- | ----------------------------------------------------------------------------- |
| 2012 | iCarly                          | El însuși | Episod: "iGo One Direction"                                                   |
| 2013 | One Direction: This Is Us       | El însuși |                                                                               |
| 2014 | Where We Are – The Concert Film | El însuși |                                                                               |
| 2014 | Dynamo: Magician Impossible     | El însuși | Sezonul 4, episodul 1                                                         |
| 2014 | Dancing with the Stars          | El însuși | Sezonul 19, episodul 13                                                       |
| 2016 | Family Guy                      | El însuși | Dublaj; Episod: "Run, Chris, Run"                                             |
| 2017 | Drop the Mic                    | El însuși | Episod: "Niecy Nash vs. Cedric the Entertainer / Liam Payne vs. Jason Derulo" |